# Potencial hidrelétrico

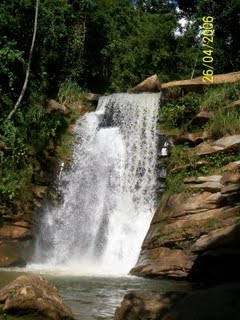
Cachoeira: o desnível abrupto em um curso d'água pode representar um bom potencial hidrelétrico

Potencial hidrelétrico é a capacidade de produção de energia elétrica de um rio ou de uma bacia hidrográfica. Uma alternativa para a compreensão do termo é entendê-lo como a possibilidade teórica de se gerar energia elétrica utilizando a energia potencial de mananciais hídricos. Essa possibilidade deve ser constatada e comprovada, inicialmente, com cálculos expeditos para, então, caso o interesse persista, se aprofundar nos estudos e levantamentos que forneçam informações mais detalhadas acerca da potencialidade de se obter eletricidade. Para tanto, o conhecimento do tamanho e da qualidade do manancial são de fundamental importância para a verificação do potencial hidrelétrico.

## Brasil
No Brasil, o potencial hidrelétrico nacional é composto pela soma do potencial estimado (remanescente e individualizado) com o potencial inventariado. A Agência Nacional de Energia Elétrica (ANEEL) considera as seguintes definições:

### Potencial estimado remanescente
Obtido por estimativas feitas em escritório de dados já disponíveis, sem novos levantamentos, de um trecho de curso d'água, sem determinar o local da implantação do aproveitamento.

### Potencial estimado individualizado
Calculado com estimativas feitas usando dados já disponíveis e levantamentos complementares específicos para um determinado local, sem qualquer levantamento mais detalhado.

### Potencial inventariado
Compõe-se do potencial de usinas em diferentes níveis de estudo - inventário, viabilidade e projeto básico - e do potencial de usinas já em construção e em operação na bacia em estudo.
O potencial técnico de aproveitamento da energia hidráulica do Brasil está entre os cinco maiores do mundo e é estimado em cerca de 260 GW, dos quais 40,5% estão localizados na bacia do rio Amazonas. Já as bacias dos rios Paraná, Tocantins e São Francisco respondem, respectivamente, por 23%,10,6% e 10% do total. Atualmente, apenas 63% do potencial hidrelétrico brasileiro foi inventariado, sendo que a Região Norte ainda tem um grande potencial a ser explorado.